# Odorat du chien

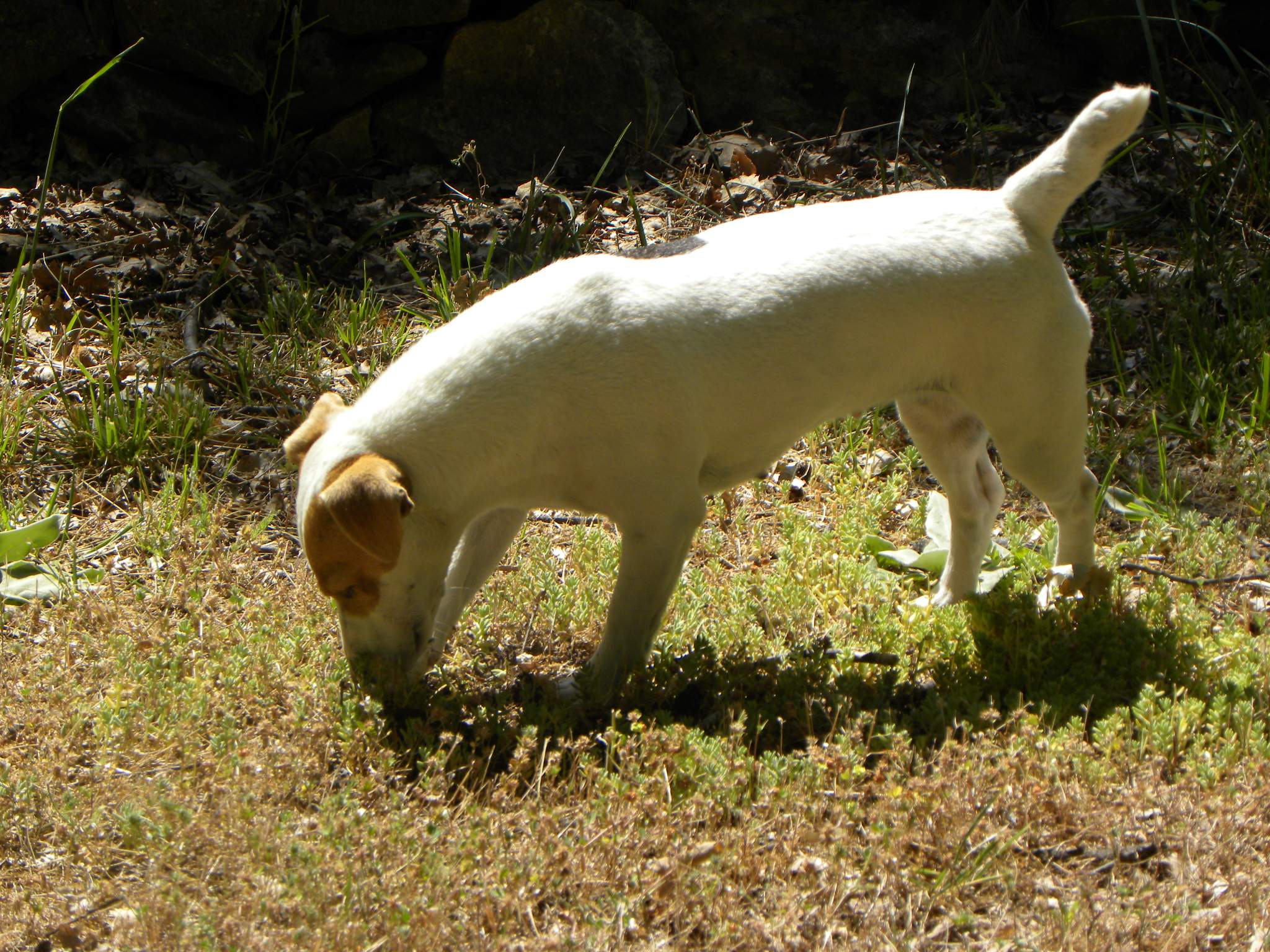
Chien à la recherche d'une truffe en utilisant son odorat

L'odorat du chien est le sens le plus performant de cette espèce, le système olfactif des canidés étant bien plus complexe et développé que celui des humains. Cette particularité sensorielle lui permet de mieux comprendre et appréhender son environnement.
Cette capacité, quelquefois définie sous le terme de « flair », est encore plus développée chez certaines races de chiens domestiques, ce qui permet à l'homme de l'utiliser dans divers services ou professions (chasse, agriculture, police, pompiers, douanes...)

## Anatomie du nez canin

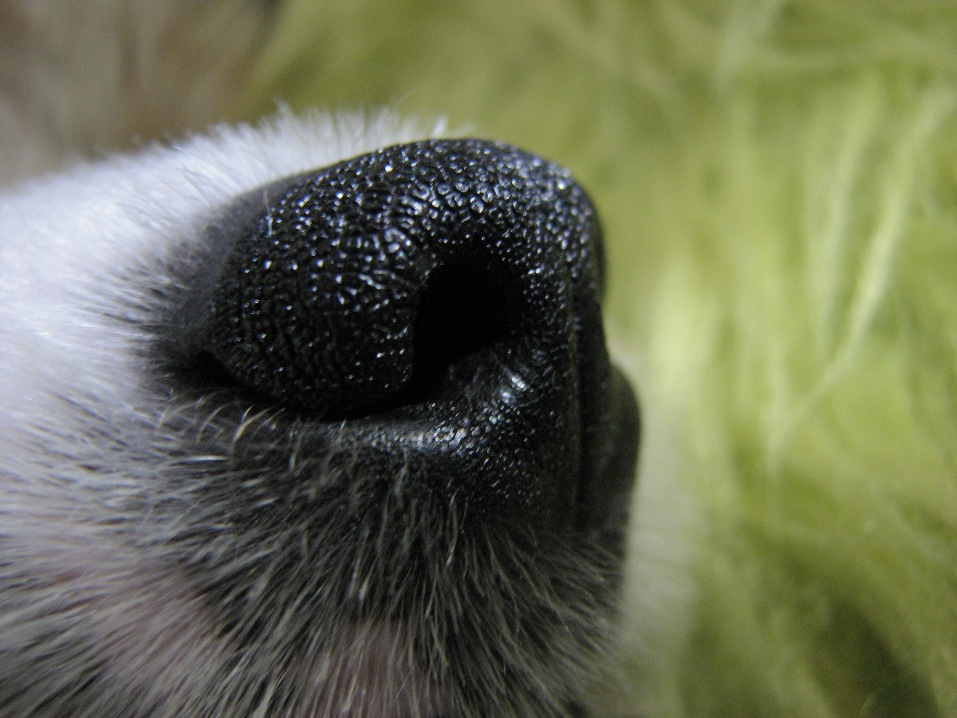
Truffe (Rhinarium) du chien

Le rhinarium, plus connu sous le nom de « truffe », avec ses deux narines, se présente comme les éléments extérieurs de l’appareil olfactif. La truffe, généralement sans aucun poil, permet au chien d’inhaler l’air afin de respirer mais également de percevoir les odeurs. Les deux cavités nasales sont particulièrement développées et contiennent des cornets nasaux qui sont recouvertes d’une muqueuse olfactive. Celle-ci est composée d’une couche de cellules qui constituent l’épithélium olfactif et un système nerveux très développé en lien avec les cellules épithéliales du cerveau pour identifier les odeurs.
L’organe voméronasal (également dénommé organe de Jacobson) des canidés est situé derrière ses incisives, juste au-dessus du palais et permet au chien de reconnaître les phéromones. Cet organe mesure 130 cm² en moyenne chez cet animal, contre seulement 3 cm² en moyenne chez l’homme.

## Fonctionnement et mécanisme

### Caractéristiques

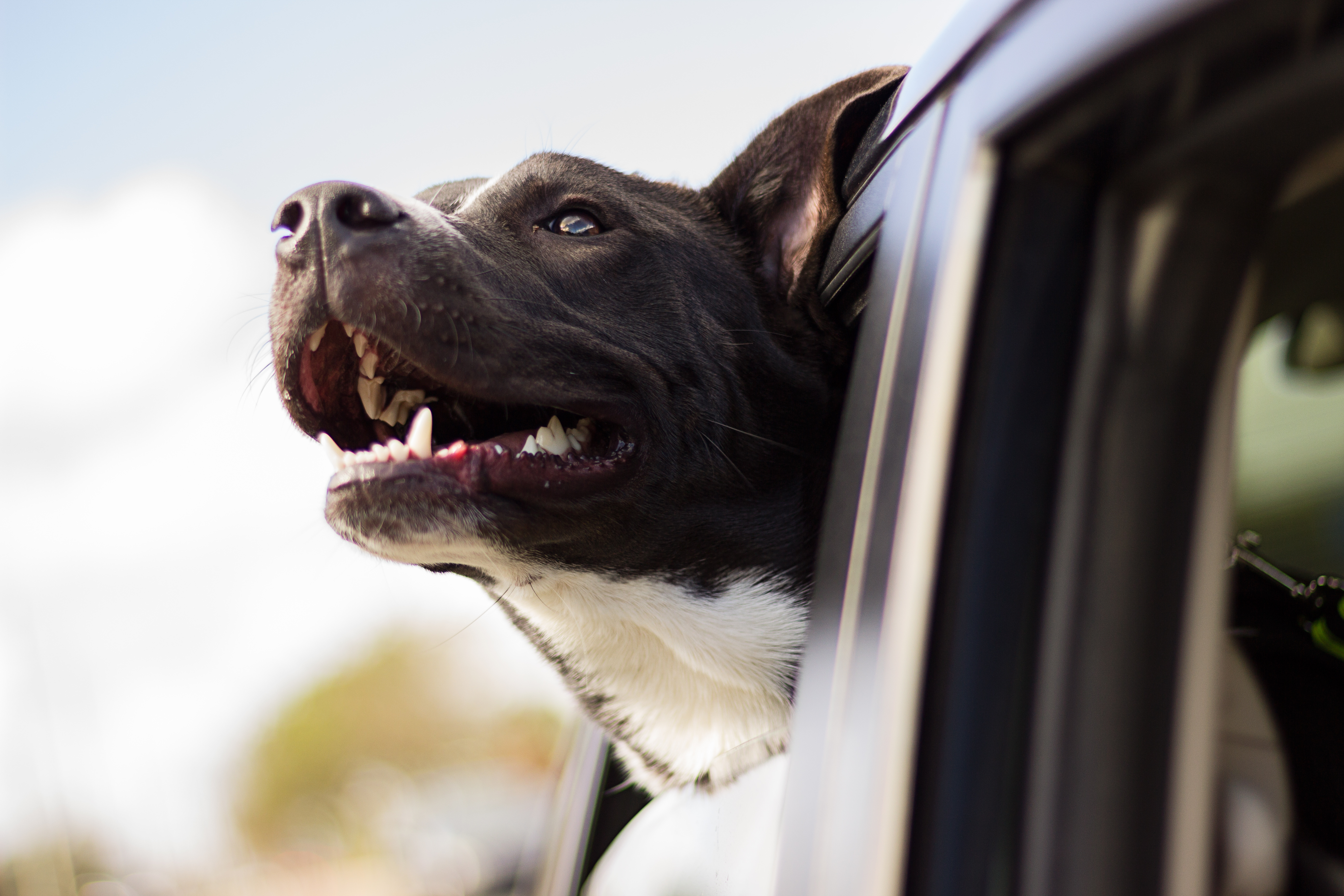
Le chien recherche toujours le moyen de stimuler son odorat, raison qui l'incite à passer sa tête par une fenêtre ouverte

Une grande partie du cerveau canin est consacré au repérage et l'interprétation des odeurs. Le chien utilise son nez comme guide en reniflant afin de suivre une piste. L'animal  effectue une série d'inhalations et d'expirations rapprochées, lui permettant ainsi de mettre les molécules odorantes en contact avec la muqueuse olfactive. Ces molécules sont dissoutes puis absorbées par les cellules de l'épithélium olfactif avant de parvenir aux neurones, qui transmettent l'information au cerveau. Les chiens au museau allongé sont nettement plus performants que les chiens au museau écrasé. En outre les grands chiens ont un sens olfactif plus fin que les petits chiens.
La surface externe de la truffe du chien contient de nombreux capteurs de pression et de température. L'évaporation forcée et rapide de la pellicule d'humidité sous l'effet du vent refroidit la surface de la truffe, ce froid étant perçu par les thermorécepteurs. Ces récepteurs donnent ainsi à l'animal la direction du vent.
L’odorat est le seul sens actif que le chien possède à la naissance, ce qui permet au jeune chiot de retrouver les mamelles de sa mère. C'est aussi le dernier sens qu’il gardera durant la vieillesse alors que les autres sens s'atténueront de manière progressive,.

### Capacités de mémorisation
Le cerveau canin est capable de mémoriser plus de 100 000 odeurs différentes et sa capacité olfactive est 1 million de fois plus fine que celle de l’homme. La prédominance de ce sens permet au chien d'associer les odeurs à des situations et des contextes bien précis à l'instar de la mémoire visuelle chez les humains.

### Acuité

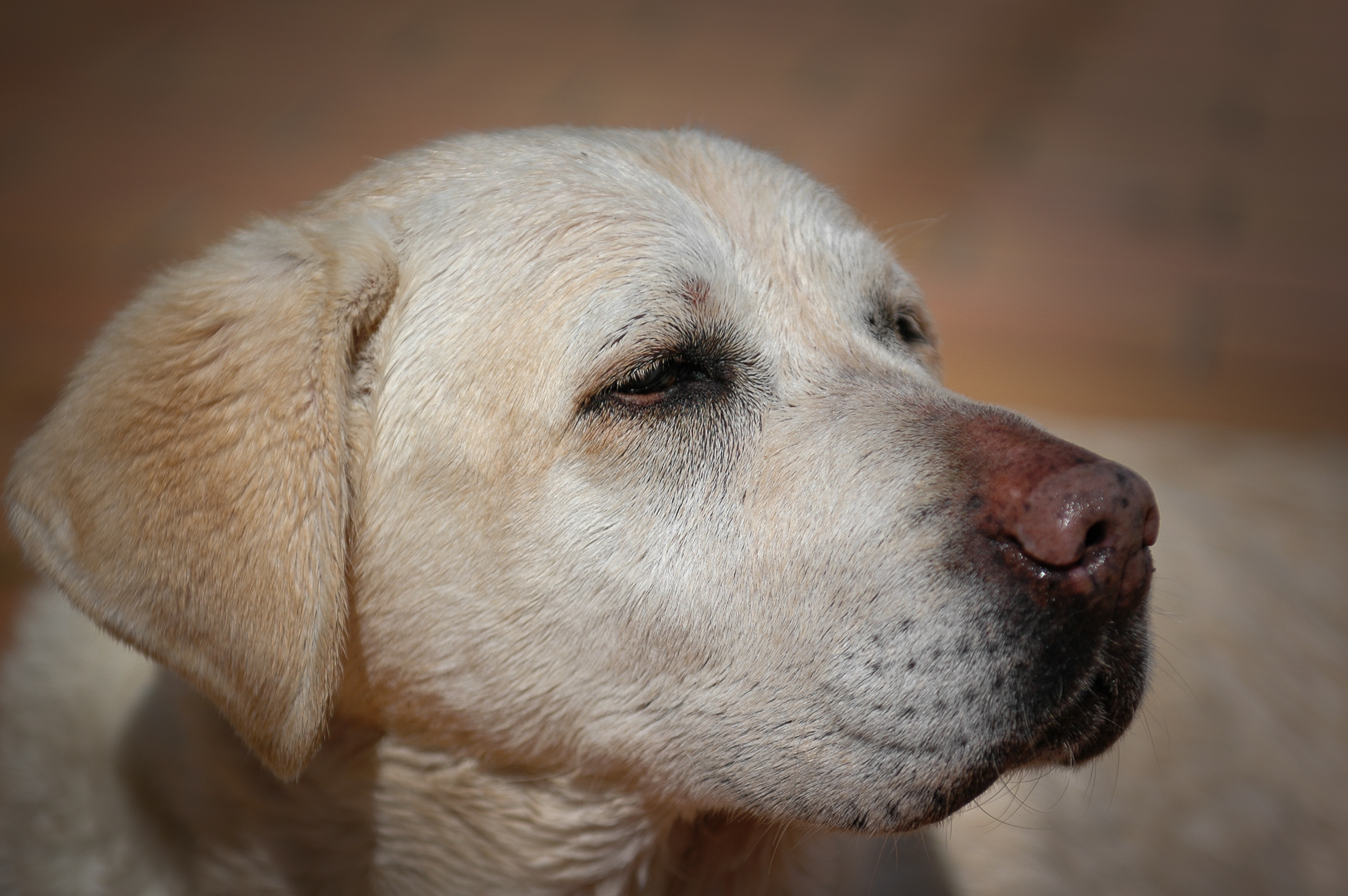
Le labrador présente un acuité olfactive très développée

L'acuité olfactive du chien est très élevée. Par exemple un chien est capable de différencier les odeurs des membres d'une même famille ou de différencier les pistes de deux jumeaux monozygotes à condition qu'ils aient, chacun de leur côté, tracé leur propre piste. Il est également capable de reconnaître l'odeur d'une main sur un objet après deux secondes de contact, voire peut détecter la trace odorante de doigts sur une vitre six semaines après le contact, même si cette vitre a été manipulée par différentes personnes.
L'acuité olfactive est variable selon les races de chiens : le labrador retriever (plus connu sous le nom de « labrador ») présente 220 millions de cellules réceptrices, le berger allemand en présente 200 millions et le fox terrier, 147 millions.

### Outil de communication
Les odeurs spécifiques que les chiens utilisent pour communiquer proviennent des phéromones. Celles-ci sont des substances chimiques participant à la communication entre les individus appartenant à la même espèce. Différentes hormones sont sécrétées lorsque le chien est fâché, craintif ou confiant, et certaines signatures chimiques permettent d'identifier le sexe et l'âge de l'individu, et, s'il s'agit d'une femelle, d'identifier si elle est dans son cycle œstral (« en chaleur »), si elle est gravide, ou si elle vient de mettre bas. Une grande partie de ces phéromones chimiques se retrouvent dissoutes dans l'urine du chien.
Les canidés possèdent la capacité de discriminer les odeurs en les analysant une par une alors qu’elles sont mélangées. L'animal peut ainsi trouver sa nourriture, situer son maître ou toute autre personne, animal ou objet.

## Troubles et affections
L'anosmie est très handicapante pour le chien. La perte de l'odorat est due à l’absence ou la destruction de certains récepteurs olfactifs. Ce trouble peut survenir pour des raisons d'ordre génétique, un traitement médicamenteux, une infection microbienne ou un traumatisme crânien. La perte de l'odorat est un trouble rare, mais généralement plus fréquent chez les chiens albinos.

## Utilisation des capacités olfactives du chien par l'Homme
L'être humain a appris à utiliser les capacités exceptionnelles de l’odorat du chien, d'abord pour la chasse mais aussi, plus récemment, pour divers types recherches.

### Chien d'intervention et de sauvetage

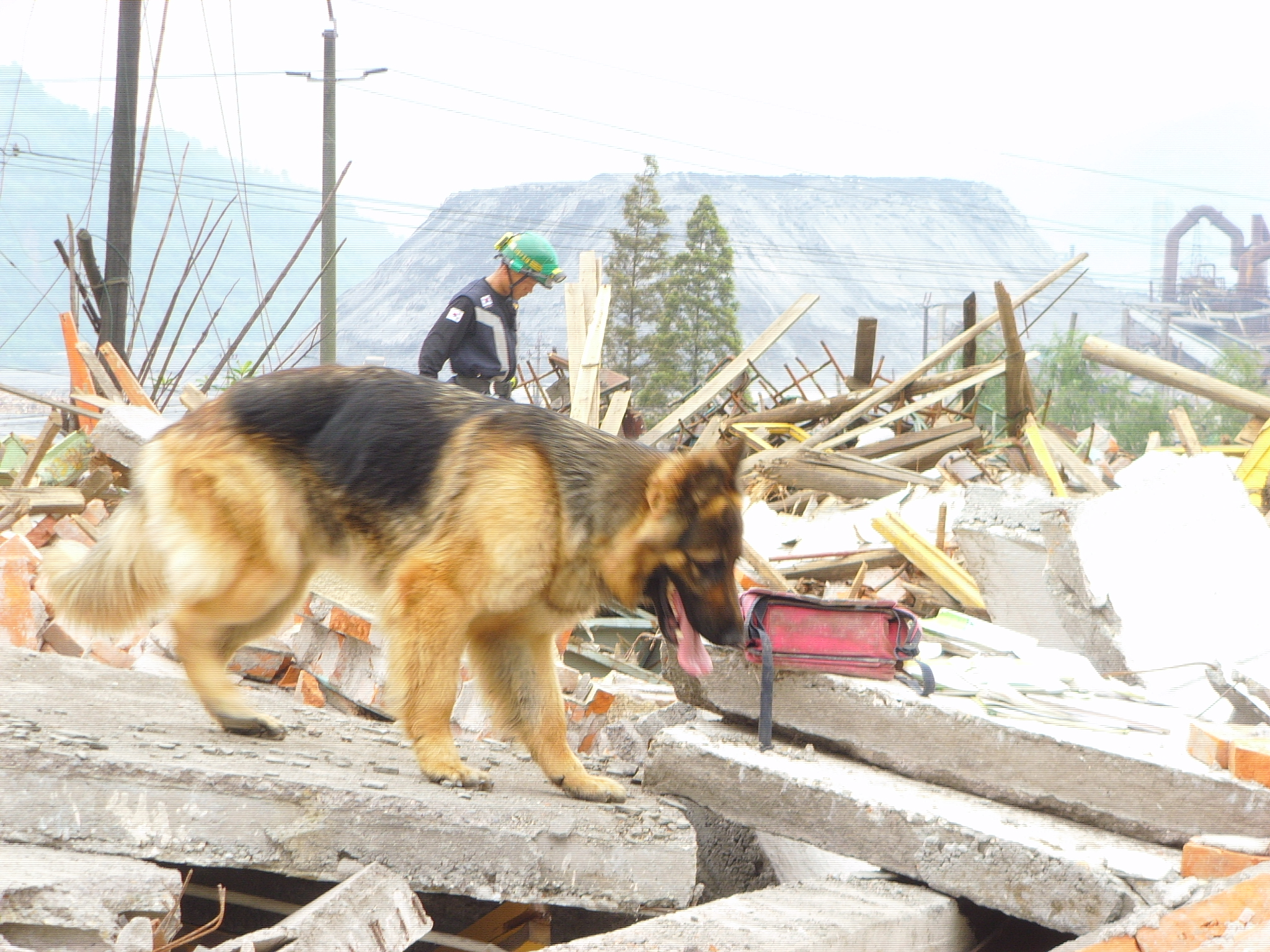
Chien de sauvetage au Japon

Les services de police et de gendarmerie utilisent des chiens pour différentes fonctions dont la recherche de personnes (le plus connu étant le chien d'avalanche), d'explosifs, de stupéfiants ainsi que de produits inflammables.

### Chien de détection
Des études ont permis de déduire que certains chiens sont capables de détecter des maladies chez les êtres humains, notamment le cancer. La revue scientifique médicale hebdomadaire britanniqueThe Lancet, a pour la première fois suggéré en 1989 d'utiliser les chiens pour détecter le cancer. Des études doivent être cependant effectuées pour déterminer la nature de la molécule émise par les cellules cancéreuses ce qui pourrait ouvrir la voie vers de nouveaux tests de dépistage précoce du cancer.
Selon des chercheurs britanniques et des experts de l'ONG Medical Detection Dogs en Gambie, certains chiens seraient également capables de détecter le paludisme chez les enfants qui ne présentent pas encore de symptômes.
Grâce à l'odeur spécifique émise par la personne épileptique, des chiens sont capables de détecter une crise d'épilepsie avant qu'elle ne se déclenche. La capacité d'olfaction, très performante des chiens, est aujourd'hui utilisée dans de nombreux domaines de recherche, qu'il s'agisse de la détection canine de substances illicites, de la recherche de substances dangereuses ainsi que d'insectes comme la punaise de lit.

### Chien de chasse

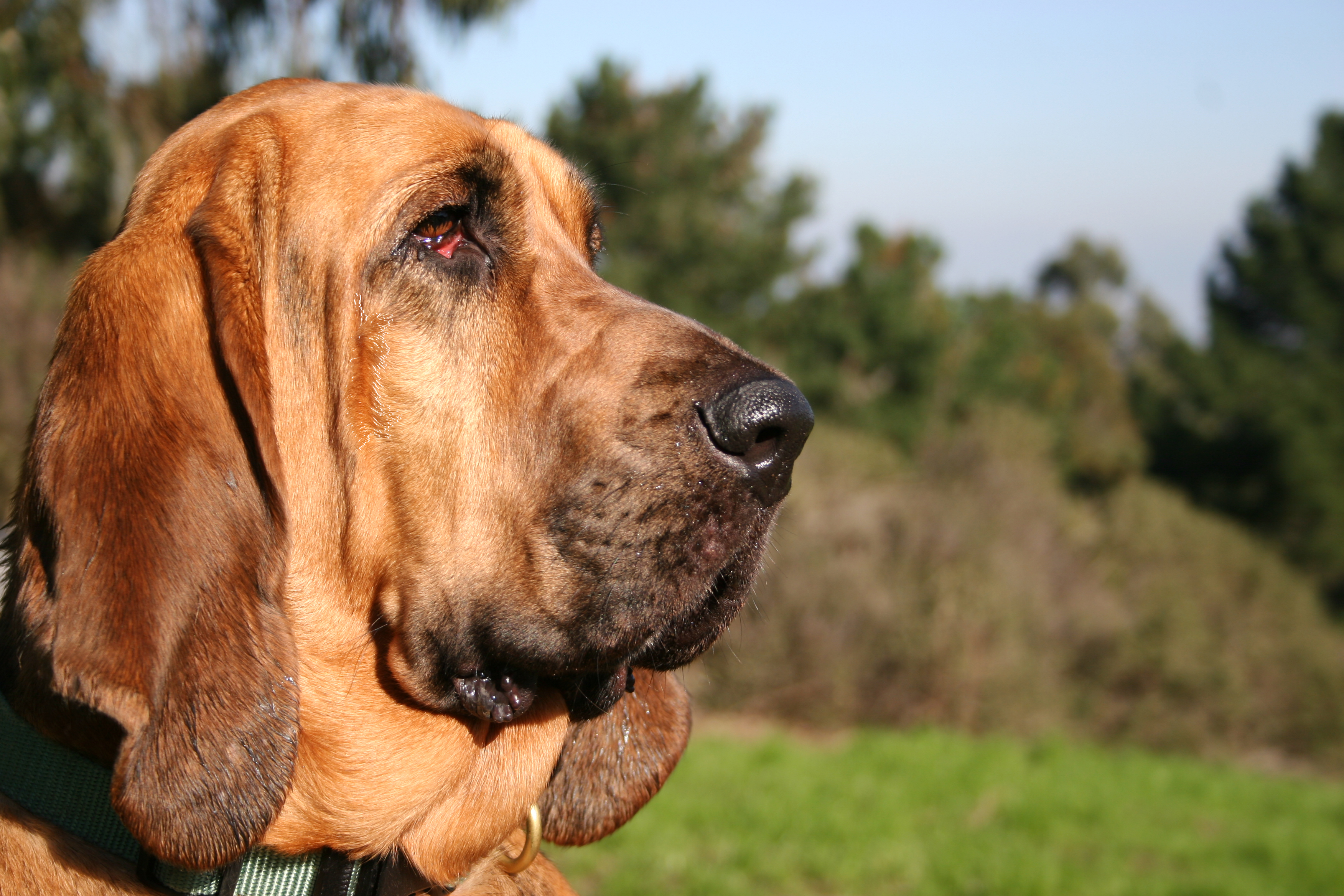
Le chien de Saint-Hubert, aux capacités olfactives très développées est considéré comme un des meilleurs chiens de chasse.

Employé pour diverses raisons liées à l'activité cynégétique, le chien de chasse est avant tout utilisé pour ses capacités de pisteur, c'est-à-dire de suivre et débusquer le gibier.

### Chien truffier
Ce type de chien dit « truffier » a été éduqué et dressé pour trouver des truffes enfouies dans le sol.